# 村井貞克
村井 貞克（むらい さだかつ、1928年〈昭和3年〉3月1日 - ）は、日本の植物研究家。

## 略歴
- 1928年3月1日 - 村井貞固の四男として誕生、山形県鶴岡市出身。
- 庄内経済農業協同組合連合会 技師
- 1959年2月19日 - 昭和33年度林業専門技術員（専門項目：普及方法）資格試験合格
- 山形県林木育種場長

## 著作物
著書
- 1957年 - 『喰えるキノコと喰えないキノコ』 農業山形
- 1972年 - 『ナメコ優良品種検定選抜試験』 山形県林業指導所
- 1973年 - 『山形県におけるナメコ（原木）栽培について』 山形県林業指導所

## 家族・親族
- 祖父 村井貞慶 - 庄内藩士、第3代加茂町町長
- 父親 村井貞固 - 植物学者
- 母親 村井栄
- 叔父 村井貞亨 - 海軍機関大佐
- 叔父 村井貞敏 - 海軍大佐
- 叔父 村井貞寛 - 医学博士
- 次兄 村井貞允 - 地質工学者、理学博士
- 三兄 村井貞彰 - 農学者
- 甥 村井貞規 - 工学者

## 参考資料
- 『人事興信録』 1989年 興信データ
- 『庄内文化芸術名鑑』 長南寿一（著） 1982年
- 『官報』 第9646号 昭和33年度林業専門技術員資格試験合格者